# Eje 2 Sur
El Eje 2 Sur es un eje vial y una de las principales avenidas de la Ciudad de México que atraviesa de Poniente a Oriente la ciudad, siendo una salida principal a algunas avenidas de vía rápida en el Oriente, centro y poniente de la ciudad.
- Constituyentes [Desde Boulevard Reforma / Autopista México-Toluca hasta Circuito Interior (Av. José Vasconcelos) (No considerada parte del Eje Vial)].
- Juan Escutia (Desde Circuito Interior hasta Av. Tamaulipas)
- Nuevo León [Desde Av. Tamaulipas hasta Eje 3 Poniente (Av. Salamanca) (No es parte del Eje Vial)].
- Álvaro Obregón [Desde Salamanca hasta Av. Yucatán (No es parte del Eje Vial)].
- Yucatán [Desde Álvaro Obregón hasta Eje 2 Poniente (Av. Monterrey)].
- Querétaro [Desde Eje 2 Poniente hasta Eje 1 Poniente (Av. Cuauhtémoc)].
- Doctor Olvera (Desde Eje 1 Poniente hasta Eje Central Lázaro Cárdenas).
- Manuel José Othón (Desde Eje Central hasta José Tomás Cuellar).
- José Tomás Cuéllar [Desde Manuel José Othón hasta Calzada San Antonio Abad (Este tramo se considera los Ejes 2 y 2A Sur, debido al paso a desnivel)].
- Av. del Taller [Desde Calz. San Antonio Abad a Eje 3 Oriente (Av. Francisco del Paso y Troncoso), y para Doble Sentido hasta Circuito Interior Av. Jesús Galindo y Villa].

Desde un principio el Eje 2 Sur daría inicio en la Av. Yucatán (Eje 3 Poniente) y está tendría continuación hasta Coahuila donde cambiaria su nomenclatura por Antonio M. Anza , Dr. Márquez , Juan A. Mateos , Topacio y retomaría la vialidad Av. Del Taller. Así como su finalización sería en Eje 3 Oriente (Av. Francisco del Paso y Troncoso)
Eje 2A Sur
(Vialidad de Poniente a Oriente)

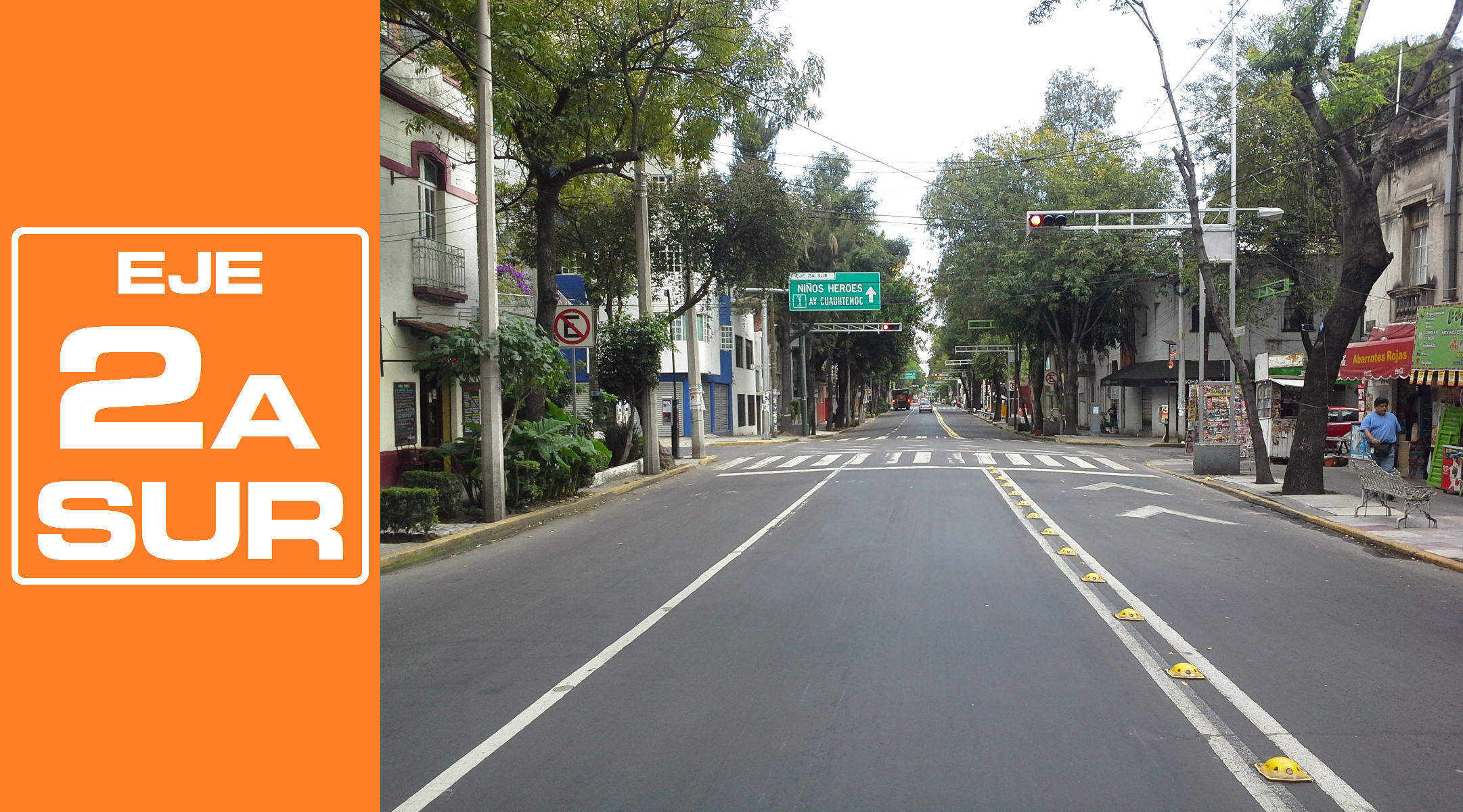
Av. San Luis Potosí

- San Luis Potosí [Desde Av. Yucatán hasta Eje 1 Poniente (Av. Cuauhtémoc)].
- Doctor Balmis (Desde Eje 1 Poniente hasta Eje Central Lázaro Cárdenas).
- Manuel Payno (Desde Eje Central hasta 5 de Febrero).
- José Tomás Cuéllar [Desde 5 de Febrero hasta José Antonio Torres (Este tramo también se considera los Ejes 2 y 2A Sur, por el paso a desnivel)].
- Ramón I. Aldana (Desde José Antonio Torres hasta Francisco J. Clavijero).
- Francisco J. Clavijero (Desde Ramon I. Aldana hasta Av. del Taller

El tramo Av. del Taller cuenta con doble sentido a partir del Eje 3 Oriente (Av. Francisco del Paso y Troncoso) hasta Circuito Interior Av. Jesús Galindo y Villa.

## Transporte
La Ruta 100 en el pasado tuvo bastantes servicios que le brindaban a esta avenida una conectividad excepcional así como un número importante de rutas privadas tanto del D. F. como del Estado de México que llegan a la estación del Metro Chapultepec. Inclusive esta misma usaba un carril de contraflujo presente en las partes Poniente y Oriente de esta misma.
Hoy en día podemos encontrar empresas y rutas que usan parte de la avenida o la avenida en toda su extensión

### Rutas que usan parte del Eje 2
Autobuses del Estado de México
- Autobuses Rápidos de Montealto
- Autobuses México Naucalpan y Anexas
- Autobuses Echegaray Metro Chapultepec

Casi la mayoría con una base fija en el Metro Chapultepec, ya que por medio de esta vía llegan a este derrotero.
Autobuses del Distrito Federal
- SRuta 1-72 Calle 1/ Metro Agrícola Oriental - Metro Auditorio/Chapultepec y Calle 1 - Fuente de Petróleos.
- Trolebús Línea S

### Rutas que usaban Toda la Extensión del Eje 1
- Ruta 1 Tlalne/Valle Ceylan/Reyes Ixtacala - Metro Hidalgo/Obrero Mundial/Ciudad Universitaria.

Anteriormente La Ruta 1 Podía Circular Por el Eje central dando como resultado una ruta de tipo circuito así como la versatilidad de poder llegar a donde uno deseara con el simple hecho de acercarse a eje central si uno iba para el norte y a este eje si uno iba hacia el sur; pero, a partir de las obras del Corredor Cero Emisiones esta avenida cobro importancia como alternativa a la circulación de Ruta 1 puesto que las unidades debían cubrir derroteros al Estado de México, así que de este modo se reactivó un carril de contraflujo que existía desde la época de la Ruta 100 de tal modo que las unidades concesionadas pudiesen regresar a sus bases en territorio mexiquense, asimismo brindando una alternativa al Eje Central en cuanto a transporte.
La zona de Bucareli tuvo más problemas con la implementación del carril confinado pues la reducción de la avenida en este punto dificultaba las maniobras de los microbuses y autobuses así como el tramo que cruza el Paseo de la Reforma puesto que en el pasado no se usó carril confinado sino que las rutas circulaban por calles alternas. No obstante el carril de contraflujo solo comprende de la avenida Centenario en Coyoacán hasta la zona de la colonia San Simón descartando el tramo norte del eje 1 poniente por lo cual los microbuses deben hacer lo siguiente para poder usar esta alternativa y poder hacer servicio dentro de su ruta establecida:
Después de haber usado avenida Universidad a partir de Coyoacán deben internarse dentro de la colonia de carácter residencial "callejoneando" entre las mismas calles, antes para poder ingresar al eje central, ahora para poder llegar al eje 1 poniente, al llegar al eje 1 las unidades deben pasar un tramo sin confinar de la avenida Centenario para poder continuar su trayecto al norte. Ya estando en la colonia San Simón deben dar vuelta en una calle que colinda con el Circuito Interior, asimismo usando una mínima parte de este mismo para poder reincorporarse a Eje Central en su Tramo por la avenida de los 100 Metros. Cabe mencionar que las rutas concesionadas ahora tienen una mayor conectividad con la ruta Circuito Bicentenario de RTP.
La Ruta 3 del Metrobús recorre gran parte de este eje desde Tlalnepantla hasta el Eje 4 Sur Xola se debe mencionar que parte de la población del municipio de Tlalnepantla quedaría totalmente incomunicada con el centro de la ciudad debido a que el Metrobús solo comprende hasta los límites con el Distrito Federal descartando una ruta de carácter Metropolitano.

### Después de la implementación de la línea 3 del Metrobús
Actualmente con el inicio de operaciones de la Ruta 3 del Metrobús las rutas de microbuses y autobuses de baja y mediana capacidad se han reorganizado de tal forma que estas mismas alimenten al nuevo corredor Quedando organizadas de la siguiente forma.
Autobuses del Estado de México
- Autobuses Rápidos de Montealto
- Autobuses México Coyotepec y Anexas
- Autobuses Peralvillo Tlalnepantla
- Autobuses México Tlalnepantla y Puntos Intermedios
- Autobuses Melchor Ocampo.

En estos casos el recorrido no sufrió cambios de importancia debido a que se les tomó en cuenta para alimentar tanto el nuevo corredor como la estación del Metro Politécnico como ya lo han estado haciendo desde siempre.solo se les dotó de calles alternativas para poder maniobrar con facilidad hacia esta misma estación.y de manera indirecta recorridos que van hacia el Metro Indios Verdes alimentan la estación Tenayuca con relativa facilidad
Microbuses y Autobuses Concesionados del D.F.
- Ruta 1 Puente de Santiaguito/La Selvita - Metro Hidalgo/Bellas Artes y Ticoman - Ciudad Universitaria todas cubriendo ruta alternativa por Avenida de los 100 Metros.
- Grupo ITEC Metro Politécnico - Tlalnepantla/Los Reyes Ixtacala, Ruta alternativa creada para brindar servicio alimentador a este corredor así como a la línea 5 del Metro siendo el primer corredor vial Metropolitano
- Ruta 3 San Juan Ixtacala - Metro La RazaCubriendo Rutas alternativas además de alimentar a 3 estaciones del Metrobús y algunas del Metro
- Ruta 88 Tepe Tokio/Puerto-Chalma/Tlalne San Andres/Reclusorio Cuautepec - Metro La Raza y Metro Revolución - Tepe Tokio, En Ambos casos las rutas fueron reconfiguradas también para alimentar el Metrobús y el Metro por lo cual cubren por calles alternas el recorrido.

## Importancia
La avenida 2-A También es parte importante de la zona del eje 2 pues recibe la mayoría del tráfico proveniente del estado de México con dirección al Distrito Federal asimismo el Boulevard Reforma y Autopista México - Toluca, y en parte el contraflujo libre del Eje 2 Sur en el tramo de la colonia San Miguel Chapultepec son vías alternas para poder desfogar el tránsito de esta avenida.
Al igual que el Eje 4 Poniente, El Eje 2 Sur tiene una importancia muy acentuada dado que es uno de los accesos principales al Distrito Federal frecuentemente concurrido por gente de la zona metropolitana y de la misma capital.
También es usada por los habitantes de la delegación Miguel Hidalgo provenientes de la zona norponiente y por los transportistas pesados quienes se les dio esta avenida como opción para poder llegar a la autopista México-Toluca.
Este mismo eje en conjunto con el Eje 2 y 2-A Sur son las 2 vías más importantes que permiten un rápido acceso al centro de la ciudad de manera eficaz aunque mermado por el tráfico a ciertas horas del día.
- Datos: Q56377454